# 열구
열구(일본어: アゲイン 어게인[*])는 시게마쓰 기요시의 소설로, 슈에이샤의 소설 스바루에 2012년 5월호부터 연재중이다. 실사 영화화되어 《어게인: 끝없는 도전》(일본어: アゲイン 28年目の甲子園 アゲイン にじゅうはちねんめのこうしえん[*]→어게인 28년째 고시엔)이라는 이름으로 공개되었다.